# 2004 في كازاخستان
فيما يلي قوائم الأحداث التي وقعت خلال عام 2004 في كازاخستان.

## رياضة
- 1 يناير – دوري كازاخستان الممتاز 2004 الفائز نادي كايرات.

## أفلام
من الأفلام التي صدرت هذه السنة في كازاخستان:
- 1 يناير – المجند من إخراج كلشاد عمروفا [الإنجليزية]‏.

## وفيات

### فبراير
- 13 فبراير – سليم خان يندرباييف (مواليد 1952) كاتب سوفيتي.

### مايو
- 9 مايو – أحمد قديروف (مواليد 1951) رئيس سابق في جمهورية الشيشان الروسية.

### ديسمبر
- 2 ديسمبر – ليونيد تلياتنيكوف (مواليد 1951) رجل إطفاء كازاخستاني.